# Einar Wilhelms
Einar Wilhelms (Fredrikstad, 2 agosto 1895 – Fredrikstad, 3 agosto 1978) è stato un calciatore norvegese, di ruolo attaccante.

## Carriera

### Club
Wilhelms vestì la maglia del Fredrikstad dal 1916 al 1925.

### Nazionale
Conta 13 presenze e 5 reti per la Norvegia. Esordì il 13 giugno 1920, nel pareggio per 1-1 contro la Danimarca. Il 29 agosto successivo, arrivò la prima rete: segnò un gol nella vittoria per 1-3 contro una selezione amatoriale dell'Inghilterra. Partecipò ai Giochi della VII Olimpiade.